# Магелан (сонда)
Свемирска сонда Магелан била је роботизована свемирска сонда тешка 1.035 kg (2.282 lb), коју је НАСА лансирала 4. маја 1989. године. Циљеви мисије били су мапирање површине Венере помоћу радара са синтетичком апертуром и мерење планетарног гравитационог поља.
Сонда Магелан била је прва међупланетарна мисија лансирана са Спејс-шатла, прва која је користила бустер Inertial Upper Stage, и прва летелица која је тестирала аерокочење као метод за кружење своје орбите. Магелан је била пета успешна НАСА-ина мисија на Венеру и окончала је једанаестогодишњу паузу у лансирању америчких међупланетарних сонди.

## Историја
Почевши од касних 1970-их, научници су се залагали за мисију радарског мапирања Венере. Прво су покушали да конструишу летелицу под називом Venus Orbiting Imaging Radar (VOIR), али је постало јасно да ће мисија превазићи буџетска ограничења у наредним годинама. Мисија VOIR је отказана 1982. године.
Поједностављени предлог радарске мисије препоручио је Комитет за истраживање Сунчевог система, а овај је поднет и прихваћен као програм Venus Radar Mapper 1983. године. Предлог је укључивао ограничен фокус и један примарни научни инструмент. Године 1985. мисија је преименована у Магелан, у част португалског истраживача из шеснаестог века Фердинанда Магелана, познатог по истраживању, мапирању и опловавању Земље.
Циљеви мисије укључивали су:
- Добијање скоро-глобалних радарских слика површине Венере са резолуцијом еквивалентном оптичком снимању од 10 km (6,2 mi) по пару линија. (примарно)
- Добијање скоро-глобалне топографске мапе са 50 km (31 mi) просторне и 100 m (330 ft) вертикалне резолуције.
- Добијање скоро-глобалних података о гравитационом пољу са 700 km (430 mi) резолуције и два до три милигала тачности.
- Развијање разумевања геолошке структуре планете, укључујући њену дистрибуцију густине и динамику.

## Дизајн летелице
Летелицу је дизајнирала и изградила компанија Martin Marietta, а Лабораторија за млазни погон (JPL) је управљала мисијом за НАСА-у. Елизабет Бејер је била менаџер програма, а Џозеф Бојс је био водећи научник програма у седишту НАСА-е. За JPL, Даглас Грифит је био менаџер пројекта Магелан, а Р. Стивен Саундерс је био водећи научник пројекта. Свемирска и комуникациона група компаније Hughes Aircraft Company дизајнирала је и изградила радар са синтетичком апертуром летелице.
Да би се уштедели трошкови, већи део сонде Магелан направљен је од резервних делова за летење и поново употребљених елемената дизајна других летелица:
Легенда типа поновне употребе  Резервни део за летење  Поновна употреба дизајна
| Компонента                                            | Порекло                                 |
| ----------------------------------------------------- | --------------------------------------- |
| Рачунар за контролу положаја                          | Галилео                                 |
| Платформа                                             | програм Војаџер                         |
| Подсистем за команде и податке                        | Галилео                                 |
| Антена високог и ниског појачања                      | програм Војаџер                         |
| Антена средњег појачања                               | Маринер 9                               |
| Јединица за дистрибуцију енергије                     | Галилео                                 |
| Резервоар за гориво                                   | Спејс-шатл помоћна јединица за напајање |
| Пиротехничка контрола                                 | Галилео                                 |
| Склопови лампе са путујућим таласом радио-фреквенције | Одисеј                                  |
| Ракетни мотор на чврсто гориво                        | Спејс-шатл Payload Assist Module        |
| Скенер звезда                                         | Inertial Upper Stage                    |
| Потисници                                             | програм Војаџер                         |

Главно тело летелице, резервни део из мисија Војаџер, био је десетострани алуминијумски платформа, који је садржао рачунаре, снимаче података и друге подсистеме. Летелица је била висока 6,4 метра и имала пречник 4,6 метара. Укупна тежина летелице била је 3.445 килограма.

### Контрола положаја и погон
Контрола положаја (оријентација) летелице је дизајнирана да буде троосно стабилизована, укључујући и током паљења Star 48B ракетног мотора на чврсто гориво (SRM) који се користио за њено постављање у орбиту око Венере. Пре Магелана, сва паљења SRM-а на летелицама укључивала су ротирајуће летелице, што је знатно олакшавало контролу SRM-а. У типичном режиму ротације, све нежељене силе везане за неусклађеност SRM-а или млазнице се поништавају. У случају Магелана, дизајн летелице није био погодан за ротацију, па је резултујући погонски систем морао да се прилагоди изазовним проблемима контроле са великим Star 48B SRM-ом. Star 48B, који је садржао 2.014 kg чврстог горива, развијао је потисак од ~89 kN (20.000 lbf) убрзо након паљења; стога би чак и грешка у поравнању SRM-а од 0,5% могла да генерише бочне силе од 445 N (100 lbf). Коначне конзервативне процене најгорих бочних сила резултирале су потребом за осам потисника од 445 N, по два у сваком квадранту, смештених на носачима на максималном радијусу који би товарни простор Спејс-шатл орбитера могао да прими (пречник 4,4 м или 14,5 стопа).
Стварни дизајн погонског система састојао се од укупно 24 монопропелантна хидразинска потисника који су се напајали из једног титанијумског резервоара пречника 71 цм (28 инча). Резервоар је садржао 133 kg (293 lb) пречишћеног хидразина. Дизајн је такође укључивао пиротехнички изолован спољни резервоар високог притиска са додатним хелијумом који се могао повезати са главним резервоаром пре критичног паљења за улазак у орбиту Венере како би се обезбедио максимални потисак из потисника од 445 N током паљења SRM-а. Остали хардвер који се тиче оријентације летелице састоји се од скупа жироскопа и скенера звезда.

### Комуникације
За комуникације, летелица је укључивала лагану графитно-алуминијумску, 3,7-метарску антену високог појачања преосталу из програма Војаџер и антену средњег појачања која је била резервни део из мисије Маринер 9. Такође је укључена и антена ниског појачања причвршћена за антену високог појачања за непредвиђене ситуације. Приликом комуникације са Мрежом дубоког свемира, летелица је могла истовремено да прима команде брзином од 1,2 килобит/секунди у С-опсегу и да преноси податке брзином од 268,8 килобита/секунди у Х-опсегу.

### Напајање
Магелан се напајао помоћу два квадратна соларна низа, сваки дужине 2,5 метара. Заједно, низови су на почетку мисије снабдевали 1.200 вати енергије. Међутим, током мисије соларни низови су се постепено деградирали због честих, екстремних промена температуре. За напајање летелице док је била заклоњена од Сунца, укључене су две никл-кадмијумске батерије од 30 ампер-сати, са 26 ћелија. Батерије су се пуниле док је летелица примала директну сунчеву светлост.

### Рачунари и обрада података
Рачунарски систем на летелици био је делимично модификована опрема са Галилеја. Постојала су два ATAC-16 рачунара који су чинили један редундантни систем, смештен у подсистему за контролу положаја, и четири RCA 1802 микропроцесора, као два редундантна система, за контролу подсистема за команде и податке (CDS). CDS је могао да складишти команде до три дана, а такође и да аутономно контролише летелицу ако би се појавили проблеми док оператери мисије нису били у контакту са летелицом.
За складиштење команди и снимљених података, летелица је такође укључивала два вишеканална дигитална тракаста рекордера, способна да складиште до 225 мегабајта података док се не успостави контакт са Земљом и траке се не репродукују.

### Научни инструменти
Шаблон:Више слика
Густа и непрозирна, атмосфера Венере захтевала је метод изван оптичког истраживања за мапирање површине планете. Резолуција конвенционалног радара у потпуности зависи од величине антене, која је у великој мери ограничена трошковима, физичким ограничењима лансирних возила и сложеношћу маневрисања великим апаратом за пружање података високе резолуције. Магелан је решио овај проблем коришћењем методе познате као синтетичка апертура, где се велика антена имитира обрадом информација прикупљених од стране земаљских рачунара.
Магеланова параболична антена високог појачања, оријентисана 28°–78° десно или лево од надира, емитовала је хиљаде микроталасних импулса у секунди који су пролазили кроз облаке до површине Венере, осветљавајући појас тла. Радарски систем је затим бележио сјај сваког импулса док се рефлектовао од бочних површина стена, литица, вулкана и других геолошких карактеристика, као облик повратне рефлексије. Да би се повећала резолуција снимања, Магелан је бележио серију налета података за одређену локацију у више наврата, названих „погледи“. Сваки „поглед“ се благо преклапао са претходним, враћајући благо различите информације за исту локацију, док се летелица кретала у орбити. Након преноса података на Земљу, Доплерово моделирање је коришћено за узимање преклапајућих „погледа“ и њихово комбиновање у континуирану слику високе резолуције површине.

#### Радарски систем (RDRS)
Радарски систем (RDRS) је функционисао у три режима: радар са синтетичком апертуром (SAR), алтиметрија (ALT) и радиометрија (RAD). Инструмент је циклично пролазио кроз три режима док је посматрао геологију површине, топографију и температуру Венере користећи 3,7-метарску параболичну, антену високог појачања и малу антену са лепезастим снопом, смештену одмах са стране.
– У режиму радара са синтетичком апертуром, инструмент је преносио неколико хиљада дуготаласних, 12,6-центиметарских микроталасних импулса сваке секунде кроз антену високог појачања, док је мерио Доплеров помак сваког који удари у површину.
– У режиму алтиметрије, инструмент је испреплитао импулсе са SAR-ом и радио слично са алтиметријском антеном, бележећи информације о надморској висини површине Венере.
– У режиму радиометрије, антена високог појачања је коришћена за бележење микроталасних радиотермалних емисија са Венере. Ови подаци су коришћени за карактеризацију температуре површине. Подаци су прикупљани брзином од 750 килобита/секунди на тракасти рекордер и касније преношени на Земљу да би се обрадили у употребљиве слике, од стране подсистема за обраду радарских података (RDPS), скупа земаљских рачунара којима је управљао JPL. Главни истраживач за овај инструмент био је Гордон Петингил са МИТ.

### Експерименти
Магелан је вратио податке за извођење три експеримента:
- Радар са синтетичком апертуром (SAR), већ обрађен горе приликом дискусије о RDRS инструменту;[20]
- Гравиметрија, која се састоји од детаљних мерења гравитационог поља Венере,[21] са главним истраживачем Жоржом Балмином из CNES;[22]
- Магеланов експеримент радио-научне окултације (ROCC), који се састоји од мерења атмосферске густине и података о радио окултацији о атмосферском профилу. Главни истраживач био је Џон М. Џенкинс из НАСА Ејмсовог истраживачког центра.[23]

### Галерија
- Означени дијаграм Магелана
- Магелан током провере пре лета
- Магелан се поставља у товарни простор Атлантиса пре лансирања

## Профил мисије
| Датум      | Догађај                                                                            |
| ---------- | ---------------------------------------------------------------------------------- |
| 1989-05-04 | Лансирање Спејс-шатла у 18:46:59 UTC.                                              |
| 1989-05-05 | Летелица одвојена од Атлантиса у 01:06:00 UTC.                                     |
| 1990-08-10 | Почетак примарних операција мисије на Венери                                       |
| 1990-08-10 | Маневар за улазак у орбиту Венере                                                  |
| 1990-09-15 | Почетак циклуса мапирања 1                                                         |
| 1991-05-15 | Заустављање фазе                                                                   |
| 1991-05-16 | Почетак проширених операција мисије на Венери                                      |
| 1991-05-16 | Почетак циклуса мапирања 2                                                         |
| 1992-01-24 | Почетак циклуса мапирања 3                                                         |
| 1992-09-14 | Почетак циклуса мапирања 4                                                         |
| 1993-05-26 | Почетак тестирања маневра аерокочења за постављање Магелана у скоро кружну орбиту. |
| 1993-08-16 | Почетак циклуса мапирања 5                                                         |
| 1994-04-16 | Почетак циклуса мапирања 6                                                         |
| 1994-04-16 | Почетак експеримента „Ветрењача“                                                   |
| 1994-10-12 | Заустављање фазе                                                                   |
| 1994-10-13 | Крај мисије. Деорбитиран у атмосферу Венере. Губитак контакта у 10:05:00 UTC.      |

### Лансирање и путања
Магелан је лансиран 4. маја 1989. у 18:46:59 UTC од стране Националне ваздухопловне и свемирске администрације са лансирног комплекса 39B у свемирском центру Кенеди на Флориди, на Спејс-шатлу Атлантис током мисије STS-30. Када је доспео у орбиту, Магелан и његов прикључени Inertial Upper Stage бустер су одвојени од Атлантиса и лансирани 5. маја 1989. у 01:06:00 UTC, шаљући летелицу у хелиоцентричну орбиту типа IV где ће кружити око Сунца 1,5 пута, пре него што стигне до Венере 15 месеци касније, 10. августа 1990. Првобитно, Магелан је требало да буде лансиран 1988. године са путањом која би трајала шест месеци. Међутим, због катастрофе Спејс-шатла Чаленџер 1986. године, неколико мисија, укључујући Галилео и Магелан, одложене су до наставка летова шатла у септембру 1988. Магелан је требало да буде лансиран са Centaur-G горњим степеном на течно гориво, који би се носио у товарном простору Спејс-шатла. Међутим, цео Centaur-G програм је отказан након катастрофе Чаленџера, а сонда Магелан је морала бити модификована да би се прикључила на мање снажан Inertial Upper Stage. Следећа најбоља прилика за лансирање појавила се у октобру 1989.
Додатно компликујући лансирање, међутим, било је лансирање мисије Галилео на Јупитер, која је укључивала прелет Венере. Предвиђена за лансирање 1986. године, притисци да се обезбеди лансирање Галилеја 1989, помешани са кратким прозором за лансирање који је захтевао лансирање средином октобра, резултирали су репланирањем мисије Магелан. Опрезни због брзих лансирања шатла, донета је одлука да се Магелан лансира у мају, и то у орбиту која би захтевала годину и три месеца пре сусрета са Венером.
- Лансирање STS-30 4. маја 1989.
- Летелица у позицији за одвајање у товарном простору Атлантиса
- Одвајање Магелана са Inertial Upper Stage бустером
- Путања Магелана до Венере

### Орбитални сусрет са Венером
Шаблон:Више слика
Дана 10. августа 1990. године, Магелан се сусрео са Венером и започео маневар за улазак у орбиту који је летелицу поставио у елиптичну орбиту од три сата и девет минута, која је летелицу доводила на 295 километара од површине на око 10 степени северне географске ширине током периапсиса и до 7762 километара током апоапсиса.
Током сваке орбите, свемирска сонда је прикупљала радарске податке док је летелица била најближа површини, а затим их преносила на Земљу док се удаљавала од Венере. Овај маневар захтевао је опсежну употребу реакционих точкова за ротацију летелице док је снимала површину 37 минута и док је била усмерена ка Земљи два сата. Примарна мисија је предвиђала да летелица врати слике најмање 70 процената површине током једног венеријанског дана, који траје 243 земаљска дана док се планета споро ротира. Да би се избегли претерано редундантни подаци на највишим и најнижим географским ширинама, сонда Магелан је наизменично прелазила између северног појаса, региона означеног као 90 степени северне географске ширине до 54 степена јужне географске ширине, и јужног појаса, означеног као 76 степени северне географске ширине до 68 степени јужне географске ширине. Међутим, због тога што је периапсис био 10 степени северно од екваторијалне линије, снимање региона Јужног пола било је мало вероватно.

#### Циклус мапирања 1
- Циљ: Завршити примарни циљ.[6]
- 15. септембар 1990. – 15. мај 1991.

Примарна мисија почела је 15. септембра 1990. године, са намером да се обезбеди „лево-гледајућа“ мапа 70% површине Венере са минималном резолуцијом од 1 километар/пиксел. Током циклуса 1, висина летелице варирала је од 2000 километара на северном полу до 290 километара у близини периапсиса. По завршетку 15. маја 1991. године, након 1.792 орбите, Магелан је мапирао приближно 83,7% површине са резолуцијом између 101 и 250 метара/пиксел.

### Проширење мисије

#### Циклус мапирања 2
- Циљ: Снимити регион јужног пола и празнине из циклуса 1.[26]
- 15. мај 1991. – 14. јануар 1992.

Почевши одмах након завршетка циклуса 1, циклус 2 је имао за циљ да обезбеди податке за постојеће празнине на мапи прикупљене током првог циклуса, укључујући велики део јужне хемисфере. Да би се то постигло, Магелан је морао бити преоријентисан, мењајући метод прикупљања у „десно-гледајући“. По завршетку средином јануара 1992. године, циклус 2 је обезбедио податке за 54,5% површине, а у комбинацији са претходним циклусом, могла се конструисати мапа која садржи 96% површине.

#### Циклус мапирања 3
- Циљ: Попунити преостале празнине и прикупити стерео снимке.[26]
- 15. јануар 1992. – 13. септембар 1992.

Одмах након циклуса 2, циклус 3 је почео са прикупљањем података за стерео снимке на површини који би касније омогућили земаљском тиму да конструише јасне, тродимензионалне приказе површине. Приближно 21,3% површине је снимљено у стерео техници до краја циклуса 13. септембра 1992. године, повећавајући укупну покривеност површине на 98%.
- Мапа стерео снимака које је прикупио Магелан током циклуса 3
- Eistla Regio са Gula Mons репројектованим у 3Д из стерео података
- Репројекција Maat Mons, са вертикалним преувеличавањем
- Вулканска купола у Alpha Regio посматрана репројекцијом стерео података

#### Циклус мапирања 4
- Циљ: Измерити гравитационо поље Венере.[26]
- 14. септембар 1992. – 23. мај 1993.

По завршетку циклуса 3, Магелан је престао са снимањем површине. Уместо тога, почевши од средине септембра 1992, Магелан је одржавао усмереност антене високог појачања ка Земљи, где је Мрежа дубоког свемира почела да снима константан ток телеметрије. Овај константан сигнал омогућио је DSN-у да прикупља информације о гравитационом пољу Венере праћењем брзине летелице. Подручја веће гравитације би благо повећала брзину летелице, што би се регистровало као Доплеров помак у сигналу. Летелица је завршила 1.878 орбита до завршетка циклуса 23. маја 1993; губитак података на почетку циклуса захтевао је додатних 10 дана гравитационог проучавања.

#### Циклус мапирања 5
- Циљ: Аерокочење до кружне орбите и глобална мерења гравитације.[26]
- 24. мај 1993. – 29. август 1994.

На крају четвртог циклуса у мају 1993, орбита Магелана је циркуларизована техником познатом као аерокочење. Циркуларизована орбита омогућила је добијање гравиметријских података много веће резолуције када је циклус 5 почео 3. августа 1993. Летелица је извршила 2.855 орбита и обезбедила гравиметријске податке високе резолуције за 94% планете, пре краја циклуса 29. августа 1994.

##### Аерокочење
- Циљ: Улазак у кружну орбиту[26]
- 24. мај 1993. – 2. август 1993.

Аерокочење је дуго било жељени метод за успоравање орбите међупланетарних летелица. Претходни предлози укључивали су потребу за аеродинамичким шкољкама које су се показале превише компликованим и скупим за већину мисија. Тестирајући нови приступ методи, осмишљен је план да се орбита Магелана спусти у најспољашњи регион венеријанске атмосфере. Благо трење на летелици успорило је брзину током периода нешто дужег од два месеца, доводећи летелицу у приближно кружну орбиту са висином периапсиса од 180 km и висином апоапсиса од 540 km, у поређењу са висином апоапсиса од 8467 km. Метод се од тада увелико користи у каснијим међупланетарним мисијама.

#### Циклус мапирања 6
- Циљ: Прикупити гравитационе податке високе резолуције и спровести експерименте радио-науке.[26]
- 16. април 1994. – 13. октобар 1994.

Шести и последњи орбитални циклус био је још једно проширење претходне две гравиметријске студије. Пред крај циклуса, спроведен је последњи експеримент, познат као експеримент „Ветрењача“, како би се добили подаци о саставу горње атмосфере Венере. Магелан је извршио 1.783 орбите пре краја циклуса 13. октобра 1994, када је летелица ушла у атмосферу и распала се.

##### Експеримент „Ветрењача“
- Циљ: Прикупити податке о динамици атмосфере.[28]
- 6. септембар 1994. – 14. септембар 1994.

У септембру 1994, орбита Магелана је спуштена како би се започео експеримент „Ветрењача“. Током експеримента, летелица је била оријентисана са соларним панелима широко нормално на орбиталну путању, где су могли да делују као лопатице док су ударали у молекуле горње венеријанске атмосфере. Супротстављајући се овој сили, потисници су палили како би спречили летелицу да се окреће. Ово је пружило податке о основној интеракцији гаса кисеоника са површином. Ово је било корисно за разумевање утицаја сила у горњој атмосфери, што је помогло у дизајнирању будућих сателита у Земљиној орбити и метода за аерокочење током будућих мисија планетарних летелица.

## Резултати
Шаблон:Више извора
- Проучавање глобалних слика високе резолуције са Магелана пружа доказе за боље разумевање геологије Венере и улоге удара, вулканизма и тектонике у формирању површинских структура Венере.[30]
- Површина Венере је углавном прекривена вулканским материјалима. Вулканске површинске карактеристике, као што су огромне равнице лаве, поља малих купола лаве и велики штитасти вулкани, су уобичајене.
- На Венери има мало ударних кратера, што сугерише да је површина, уопштено гледано, геолошки млада – мање од 800 милиона година.
- Присуство канала лаве дужих од 6.000 километара сугерише токове сличне рекама изузетно ниске вискозности лаве која је вероватно еруптирала великом брзином.
- Велике вулканске куполе у облику палачинке сугеришу присуство типа лаве произведене опсежном еволуцијом стена коре.
- Типични знаци земаљске тектонике плоча - померање континената и ширење дна басена - нису евидентни на Венери. Тектоником планете доминира систем глобалних рифтних зона и бројне широке, ниске куполасте структуре назване короне, произведене издизањем и спуштањем магме из омотача.
- Иако Венера има густу атмосферу, површина не показује доказе значајне ерозије ветром, и само доказе ограниченог транспорта прашине и песка ветром. Ово је у супротности са Марсом, где је атмосфера танка, али постоје значајни докази о ерозији ветром и транспорту прашине и песка.

Магелан је створио прво (и тренутно најбоље) скоро-фотографског квалитета, високорезолуционо радарско мапирање површинских карактеристика планете. Претходне мисије на Венеру су створиле нискорезолуционе радарске глобусе општих формација величине континената. Магелан је, међутим, коначно омогућио детаљно снимање и анализу кратера, брда, гребена и других геолошких формација, у мери упоредивој са фотографским мапирањем других планета у видљивој светлости.
- Максвел Монтес, највиша тачка на Венери
- Вулкани виђени у региону Фортуна на Венери
- Афродита Тера, кршевит пејзаж
- Адамс кратер
- Куполе у облику палачинке видљиве у Alpha Regio
- Вијугави канал лаве од Фортуна Тесера до Sedna Planitia
- Необична вулканска грађевина у региону Еистла
- 175-километарски Изабела кратер

## Научници
Пројекат Магелан је био постављен тако да су почетне слике и подаци са сонде Магелан били намењени само за употребу и проучавање од стране тима главних истраживача са различитих универзитета и институција, као и од стране Научног тима пројекта Магелан. Ови научници су били одговорни за валидацију података, допринос уносу за прикупљање података летелице и тумачење резултата података за њихово објављивање јавности. Подаци су дељени са три гостујућа совјетска научника (Александар Базилевски, Ефраим Аким и Александар Захаров), што је био први и осетљив случај за НАСА-у у то време, с обзиром на то да се Хладни рат управо завршавао.
Научна соба пројекта Магелан постала је позната по вешању дугачких термалних трака са подацима слика (FBIDR) дуж зидова простране собе. Ово је био први облик у којем су слике површине Венере виђене због дугих, уских појасева које је летелица прикупила. Значајни гости током операције мисије укључивали су Маргарет Тачер.
Након почетне фазе истраживања, комплетан скуп података Магелана објављен је за јавну потрошњу.

### Научни тим пројекта
Научни тим пројекта Магелан састојао се од др Р. Стивена Саундерса, научног руководиоца пројекта; др Елен Стофан, заменице научног руководиоца пројекта; истраживачких асистената Тима Паркера, др Џефа Плаута и Анет деШарон; и помоћника за науку пројекта, Грегорија Мајклса.
Други научници Магелана били су укључени у науку мисије, укључујући главне истраживаче и три гостујућа совјетска научника.

## Крај мисије
Дана 9. септембра 1994. godine, саопштење за штампу је најавило завршетак мисије Магелан. Због деградације излазне снаге соларних панела и унутрашњих компоненти, и након успешног завршетка свих циљева, мисија је требало да се заврши средином октобра. Секвенца завршетка почела је крајем августа 1994. године, са серијом маневара за подешавање орбите који су спустили летелицу у најспољније слојеве венеријанске атмосфере како би се омогућио почетак експеримента „Ветрењача“ 6. септембра 1994. Експеримент је трајао две недеље и праћен је накнадним маневрима за подешавање орбите, даље спуштајући висину летелице за завршну фазу.
Дана 11. октобра 1994. godine, крећући се брзином од 7 километара у секунди, изведен је последњи маневар за подешавање орбите, постављајући летелицу на 139,7 километара изнад површине, дубоко у атмосфери. На овој висини, летелица је наишла на довољан притисак да подигне температуре на соларним панелима до Шаблон:DegC.
Дана 13. октобра 1994. у 10:05:00 UTC, комуникација је изгубљена када је летелица ушла у радио окултацију иза Венере. Тим је наставио да слуша за нови сигнал са летелице до 18:00:00 UTC, када је мисија проглашена завршеном. Иако се очекивало да ће већи део Магелана испарити због атмосферских напрезања, сматра се да је одређена количина олупине ударила у површину до 20:00:00 UTC.

Комуникација са летелицом Магелан изгубљена је рано у среду ујутру, након агресивне серије од пет маневара за подешавање орбите (OTM) у уторак, 11. октобра, који су спустили орбиту у горњу атмосферу Венере. Дизајн експеримента за завршетак (проширење септембарског експеримента „Ветрењача“) очекивано је резултирао коначним губитком летелице због негативног енергетског биланса. Ово није био проблем, јер би снага летелице била прениска да одржи операције у наредних неколико недеља због континуираног губитка соларних ћелија.
Стога је дизајниран коначни контролисани експеримент како би се максимизирао повратак мисије. Ова последња, ниска висина била је неопходна за проучавање ефеката атмосфере угљен-диоксида.
Последњи OTM спустио је периапсис на 1.397 km (868 mi) где је осетни отпор на летелици био веома евидентан. Температуре соларних панела порасле су на 126 степени Целзијуса, а систем за контролу положаја је испалио све доступне потиснике Y-осе да би се супротставио обртним моментима. Међутим, контрола положаја је одржана до краја.
Напон главне магистрале пао је на 24,7 волти након пет орбита, и предвиђено је да ће се контрола положаја изгубити ако снага падне испод 24 волта. Одлучено је да се побољша експеримент „Ветрењача“ променом углова панела за преостале орбите. Ово је такође била унапред планирана опција експеримента.
У овом тренутку, очекивало се да ће летелица преживети само две орбите.
Магелан је наставио да одржава комуникацију још три орбите, иако је снага наставила да пада испод 23 волта и на крају достигла 20,4 волта. У то време, једна батерија се искључила, а летелица је дефинисана као енергетски осиромашена.
Комуникација је изгубљена у 3:02 ујутру по PDT-у, тачно када је Магелан требало да уђе у Земљину окултацију на орбити 15032. Контакт није поново успостављен. Операције праћења настављене су до 11:00 ујутру, али ниједан сигнал није виђен, нити се очекивао. Летелица би требало да слети на Венеру до 13:00 по PDT-у у четвртак, 13. октобра 1994.